# Ворона-свистун
Ворона-свистун (лат. Gymnorhina tibicen) — вид птиц, широко распространённый в Австралии. Внешним видом и образом жизни птица очень похожа на европейскую сороку. Отсюда и её английское название «magpie» (с англ. — «сорока»). Пение вороны-свистуна очень разнообразное — обычны звуки, очень похожие на крик вороны, правда зачастую заканчивающийся каким-то хрипением или сипением, как будто птица обессилела. А по утрам слышно яркое, переливчатое, совершенно необычное двухголосое пение-свист одновременно, за что птица и получила своё название.
Ворона-свистун достигает в длину около 40 см. Перья в основном черные, но затылок, спина, надхвостье, подхвостье и большие кроющие крыла белые. Характерны небольшие вариации в окраске в зависимости от принадлежности к одному из 4-х подвидов. Ноги черные, глаза красновато-коричневого цвета.

## Систематика
Первое научное описание вида составил английский орнитолог Джон Лэтэм в 1801 году, взяв за образец доставленную в Лондон тушку птицы с побережья залива Порт-Джэксон (юго-восточная Австралия). Указав на внешнее сходство с сизоворонкой, учёный назвал организм Coracias tibicen. Латинское слово tibicen, давшее видовое название птице, переводится как «флейтист» или «игрок на свирели». Таким образом Лэтэм обратил внимание на её мелодичное пение.
Ещё до работы Лэтэма в промежутке между 1788 и 1792 годами ворону нарисовал художник Томас Уатлинг (англ. Thomas Watling), сосланный в только что образованный Новый Южный Уэльс за подделку денежных купюр. Сохранились записи о различных местных названиях птицы, по аналогичному окрасу оперения и форме тела некоторые колонисты называли её сорокой (magpie) или вороной-сорокопутом (crow-shrike). Несмотря на схожую морфологию, к семейству врановых эта птица отношения не имеет, хотя и входит в обширную группу Corvida, куда помимо прочего включены семейства Corvidae (врановые) и Artamidae (ласточковые сорокопуты).
В 1914 году Джон Лич (англ. John Albert Leach), сравнив мышечное строение вороны-свистуна (на тот момент в составе рода Gymnorhina), флейтовых птиц (Cracticus) и ворон-флейтистов (Strepera), пришёл к выводу об их близком родстве. Систематик поместил все 3 рода в новое, описанное им семейство Cracticidae. Американцы Чарльз Сибли (англ. Charles Sibley) и Джон Алквист в 1985 году установили близкородственную связь между флейтовыми птицами и ещё одной группой австралийских птиц — артамами (Artamus). Они объединили их в кладу Cracticini, которая впоследствии получила статус семейства Artamidae.
В отличие от других ласточковых сорокопутов, ворона-свистун адаптировалась к добыванию корма на земле, и на основании этого многими систематиками долго выделялась в род Gymnorhina (статус других ранее описанных видов этого рода был понижен до подвидов). Противниками аргументации были, в частности, орнитологи Глен Сторр (англ. Glen Milton Storr), Чарльз Сибли и Джон Алквист. Молекулярное исследование 2013 года подтвердило версию учёных: ближайшим сестринским таксоном вороны-свистуна была признана чёрная флейтовая птица (Cracticus quoyi) из Австралии, Новой Гвинеи и Индонезии. Расхождение между двумя видами состоялось где-то в промежутке между 5,8 и 3,0 млн лет назад, в то время как их общий предок откололся от остальных флейтовых птиц в позднем миоцене или раннем плиоцене 8,3—4,2 млн лет назад.
Издания первой половины XX века описывали 3 различных вида в составе рода Gymnorhina: G. tibicen, G. hypoleuca и G. dorsalis. Позднее учёные обратили внимание на частые случая скрещивания между ними, дававшие плодовитое потомство. Джулиан Форд (Julian Ford) в 1969 году первым из учёных признал их конспецифичными, что в дальнейшем подтвердили и другие специалисты. Международный союз орнитологов выделяет 8 подвидов.

## Описание

### Внешний вид

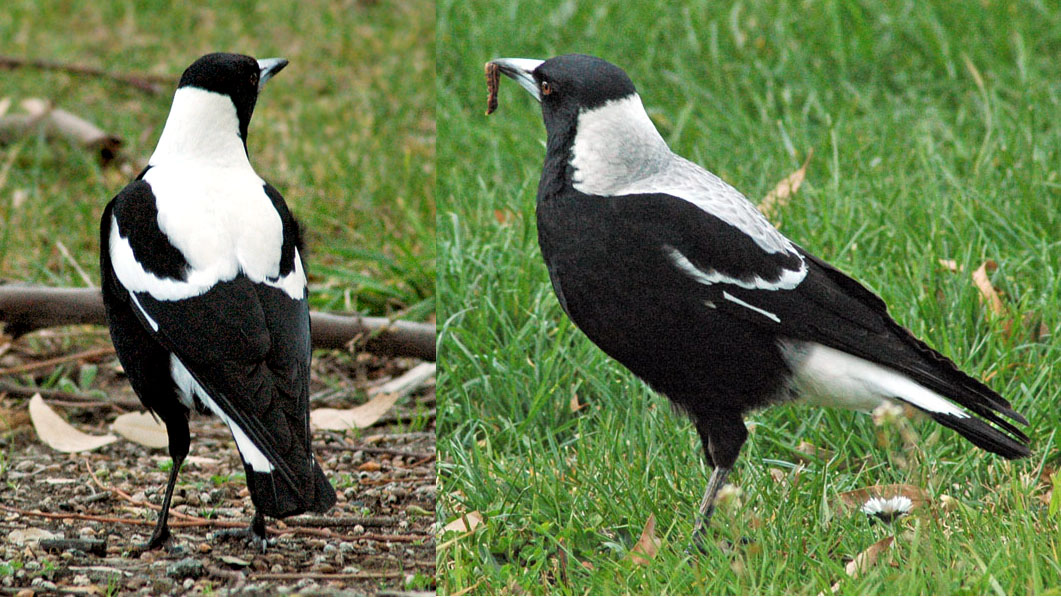
Самец (слева) и самка (справа) подвида G. t. hypoleuca, Тасмания

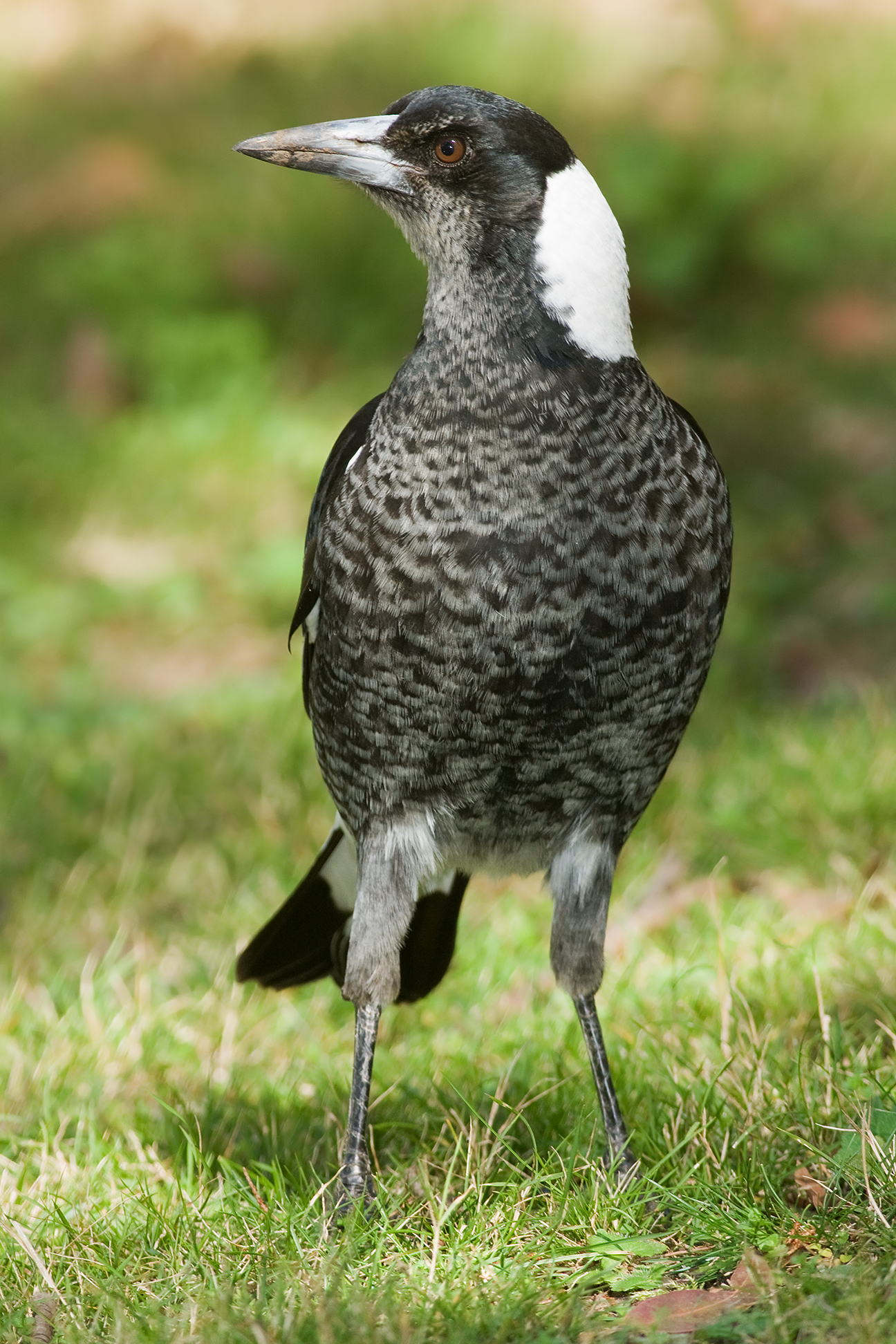
Молодая особь

Это достаточно плотного телосложения птица. По длине (37—43 см) уступает длиннохвостой сороке, но в сравнении с ней выглядит куда более упитанной. Размах крыльев 65—85 см, масса 220—350 г. Клюв массивный, широкий, с небольшим крючком на кончике надклювья, голубовато-белый в основании и почти чёрный на вершине. Ноги длинные, сильные, окрашены в чёрный цвет.
Оперение блестящее чёрно-белое. Для всех подвидов характерны чёрные голова, крылья и брюхо, а также широкие белые поля в области лопаток. Нижняя часть хвоста также чёрная. Затылок белый у самцов и серебристо-серый у самок. У взрослых птиц радужина красновато-коричневая, что заметно отличает ворону-свистуна от ворон-флейтистов (у которых радужина жёлтого цвета) и австралийских врановых (у которых радужина белая). Основное отличие подвидов проявляется в различном развитии чёрного и белого на пояснице: у некоторых она преимущественно чёрная, у других белая. У самца подвида dorsalis поясница чисто белая, тогда как у самки белая с чёрным волнистым рисунком.
В первые два года жизни в окраске оперения преобладают светло-серые и коричневатые тона. Двух- и трёхлетние особи обоего пола уже почти неотличимы от взрослой самки. Радужина молодых птиц тёмно-коричневая. Средняя продолжительность жизни около 25 лет, иногда встречаются 30-летние особи.

### Отличия от других видов
Определение вида в природе обычно не вызывает затруднений. У сорочьей флейтовой птицы с аналогичным телосложением и общими тонами окраски брюшная сторона тела чисто-белая, а не чёрная, как у вороны-свистуна. Австралийская граллина (Grallina cyanoleuca) выглядит значительно мельче и изящнее, к тому же так же, как и сорочья флейтовая птица, отличается белоснежным брюхом и другими деталями окраски. У ворон-флейтистов всё оперение тёмное, клюв более мощный.

### Голос
В Австралии это одна из наиболее заметных певчих птиц, обладает разнообразной и достаточно сложной вокализацией, включающей вариацию высоты голоса до 4 октав. Она способна подражать пению по крайней мере 35 видов других птиц, а также лаянию собаки и ржанию лошади. Известны даже случаи имитации человеческой речи, особенно если птица обитает в границах населённого пункта. Мелодичная трель вороны-свистуна не только хорошо известна местным жителям, но также время от время упоминается в произведениях искусства: например, в поэме «The Magpies» известного новозеландского поэта Дениса Гловера (англ. Denis Glover) и книге для детей «Waddle Giggle Gargle» писательницы Памелы Аллен (англ. Pamela Allen).
Одинокая птица время от времени издаёт тихую мелодичную трель, состоящую из нескольких частей на разной высоте и с отличной частотой; такое пение может продолжаться до 70 минут без остановок. Описанная вокализация больше характерна для периода после окончании сезона размножения. Для привлечения внимания или защиты территории кричат две и более птиц, при этом, как правило, зачинщиком выступает одна особь, после чего возбуждаются и другие. В отличие от первого способа вокализации, этот крик достаточно громкий, хоть и не резкий — его можно разложить на 4—5 отчётливых элемента с неясным шумом в промежутках. Во время крика птицы обычно выпячивают грудь и вытягивают крылья назад. Короткую версию этой «песни» в исполнении группы ворон нередко можно услышать в межсезонье непосредственно перед восходом или сразу после заката.
Птенцы и молодые птицы издают громкий (~80 дБ) и высокий (~8 кГц) писк.

## Распространение

### Ареал

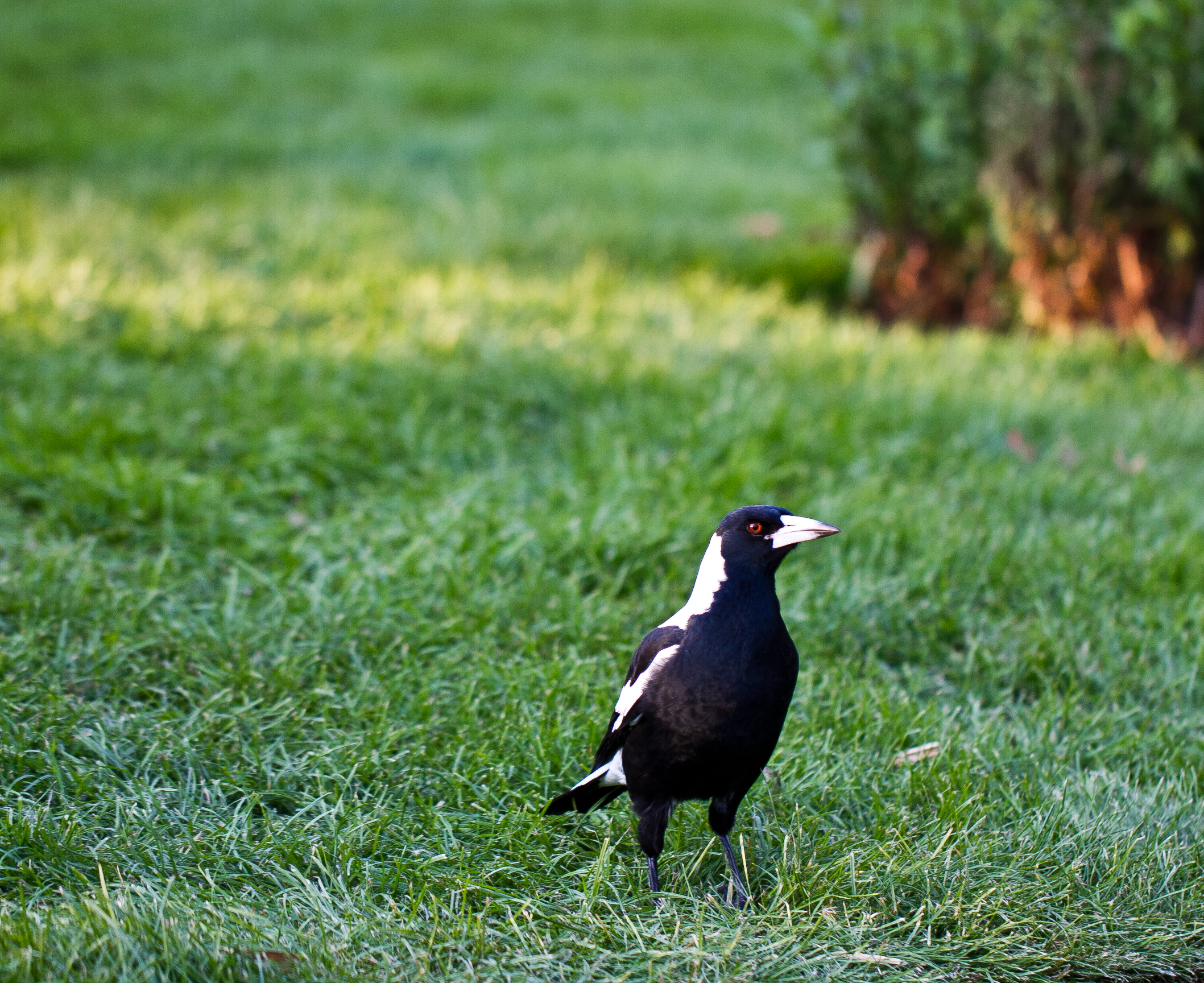
Ворона-свистун добывает корм на открытых пространствах

Область распространения — травянистые равнины в бассейне реки Флай в Новой Гвинее, большая часть Австралии (отсутствует на северной оконечности полуострова Кейп-Йорк, в пустынях Гибсона и Большой Песчаной), северо-западная часть Тасмании. В 1860—1870-е годы европейские переселенцы преднамеренно интродуцировали птицу в Новой Зеландии с целью уничтожения насекомых-сельскохозяйственных вредителей; благодаря приносимой пользе вплоть до 1951 года ворона-свистун была внесена в охраняемый список животных этой страны. В ряде источников, в частности в финансируемой Министерством Культуры и Наследия «Энциклопедии Новой Зеландии», указывается, что птица негативно воздействует на местные эндемичне виды, в частности новозеландского туи и новозеландского плодоядного голубя, активно разоряя их гнёзда. Специалисты Университета Уаикато (Гамильтон, Новая Зеландия), проведя собственное наблюдение, поставили под сомнение это утверждение. Ранние поверья о хищническом образе жизни птиц так же не нашли научного подтверждения. Попытки интродукции были также предприняты на Соломоновых Островах, Шри-Ланке и острове Тавеуни (Республика Фиджи); лишь последняя из них увенчалась успехом.

### Места обитания
Птица населяет разнообразные открытые ландшафты с деревьями поблизости, в первую очередь саванны, полупустыни, редколесья, опушки дождевых и склерофитных лесов. Хозяйственная деятельность человека заметно расширило разнообразие населяемых ею биотопов: ворона-свистун охотно занимает сельхозугодья, поля для гольфа, лужайки, городские сады и парки, а также улицы населённых пунктов. Корм добывает на поверхности земли, оставшееся время проводит на деревьях в тени листвы.

## Особенности поведения
Активна в светлое время суток, при этом ночью отдыхающие птицы воспроизводят крики, характерные также для других ласточковых сорокопутов. Однако это единственный представитель семейства, который по земле передвигается шагом, а не прыжками на параллельных ногах, как домовый воробей. Вследствие укороченной бедренной кости в сочетании с длинной цевкой ворона редко бегает, хотя и способна преследовать добычу на короткой дистанции.
Как правило, оседла и территориальна. Держится устоявшимися группами, зачастую занимающими одну и ту же территорию в течение многих лет подряд. При появлении пернатого хищника сообщества действуют сообща — поднимают крик и атакуют пришельца со всех сторон, пытаясь выдворить его за пределы участка. Также нередки территориальные конфликты между соседними группами ворон-свистунов; в этом случае можно наблюдать картину, когда на границе участка сталкиваются по одной-две доминантной птице с каждой стороны, в то время как остальные держатся позади, криками помечая территорию. Участники поединка взъерошивают перья, бегают вдоль линии разграничения и также подают голосовые предупреждения. Бывает, что вдоль воображаемой границы выстраиваются по несколько птиц из обеих групп, образуя так называемую «стенку на стенку».

## Питание

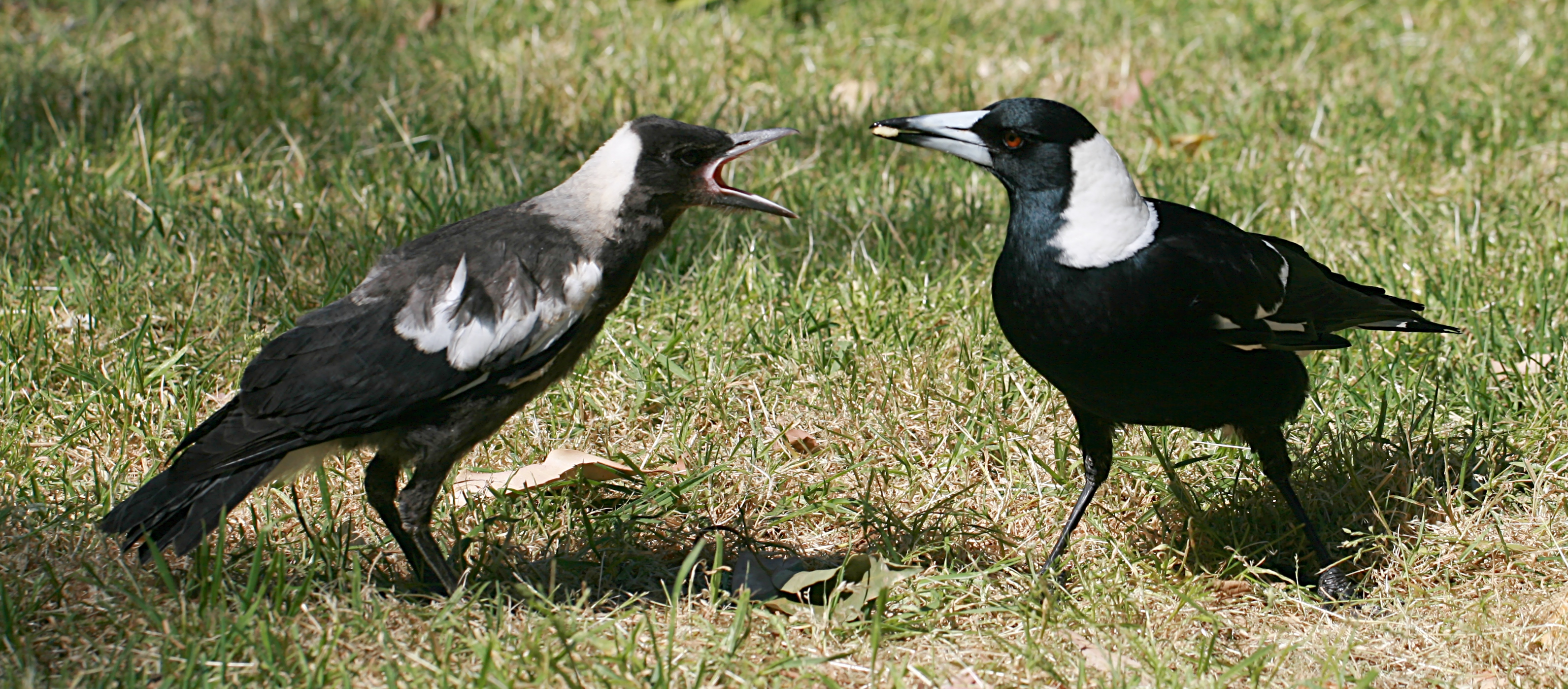
Кормление подросшего птенца

Питание смешанное с уклоном на животную пищу. В частности, добывает беспозвоночных: земляных червей, многоножек, улиток, пауков, скорпионов и разнообразных насекомых, в том числе тараканов, муравьёв, жуков и бабочек на разных стадиях развития. Иногда попадается и более крупная добыча: сцинки, лягушки, мыши и другие мелкие млекопитающие. Ядовитую жабу-агу сперва переворачивает на спину, после чего выклёвывает внутренности брюха. При случае употребляет в пищу падаль, также собирает с туш падших животных насекомых. Ряд источников указывает на растительные корма в рационе: зерно, клубни, инжир и грецкие орехи.
Кормится группами, но при этом отдельные особи разбредаются достаточно далеко друг от друга. Пищу чаще всего обнаруживает с помощью зрения и склёвывает с поверхности земли, кузнечиков и некоторых других животных ловит на лету. В поисках добычи иногда погружает клюв в мягкий субстрат, переворачивает камни, листья и прочий природный мусор. В одном исследовании показано, что птица обнаруживала жуков-скарабеев по звуку либо вибрации грунта, в котором они прятались. Мелкая добыча проглатывается целиком, у пчёл и ос предварительно отщипываются жала. Животных покрупнее предварительно встряхивают и оглушают ударом о землю, затем прижимают одной лапой к земле и отщипывают по кусочку. Делает запасы.

## Размножение

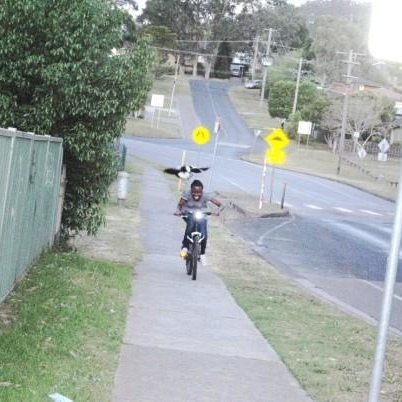
Нападение на человека

Сроки размножения сильно растянуты по времени. В северной и внутренней Австралии, где сезонность проявляется в чередовании сухого и влажного сезонов, гнездится в промежутке между июнем по сентябрём. На южной периферии ареала, где климат субтропический или умеренный, начало откладки яиц сдвигается на август или сентябрь, в Новой Зеландии вплоть до ноября.
Всю заботу об обустройстве гнезда берёт на себя самка. Постройка чашеобразная (диаметр 30—50 см, глубина 10—20 см, лоток диаметром 13—16 см и глубиной 5—10 см), свита из сучьев, травы и кусочков коры, иногда с примесью проволоки, проводов и другого материала антропогенного происхождения. Как правило, гнездо расположено в развилке ствола или основании большой ветви дерева — чаще всего эвкалипта. Известны случаи устройства гнёзд на инородных для Австралии деревьях: сосны, боярышника или вяза. Зачастую, на одном дереве вместе с вороной-свистуном размножаются и другие виды: желтопоясничная шипоклювка (Acanthiza chrysorrhoa), чёрно-белая веерохвостка (Rhipidura leucophrys) и обыкновенный белолобик (Aphelocephala leucopsis), реже черношапочная манорина (Manorina melanocephala). Первые две из перечисленных птиц могут устроить гнездо даже непосредственно под гнездом вороны. Также зарегистрированы случаи, когда мелкая полосатая радужная птица (Pardalotus striatus) для откладки яиц проделывала туннель в основании постройки описываемого вида. Ворона-свистун известна как один из воспитателей паразитной исполинской кукушки (Scythrops novaehollandiae).
Тип размножения и ухода за потомством весьма разнообразный, с региональными особенностями. На севере и востоке ареала пары, как правило, гнездятся обособленно; на юге Австралии общая совокупляющаяся группа может состоять из нескольких самцов и более одной самки. Помимо взрослых птиц, в выкармливании потомства часто принимают участие молодые птицы из предыдущего помёта, оставшиеся вместе с родителями. Исследования среди городских птиц подвида dorsalis показывают, что в 80 % оплодотворения яиц принимают участие более одного самца. Специалисты организации «Музей Виктории» (Museum Victoria), управляющей несколькими музеями на юге Австралии, утверждают, что пара без помощников не способна прокормить более двух птенцов за раз.
В кладке от двух до шести яиц размером около 27×38 мм. Окраска скорлупы достаточно изменчива: чаще всего встречаются яйца голубого или зелёного цвета, но они могут быть также и красноватые. Окраска может быть однотонной или состоять из различных оттенков, с крапинками или без.
Период инкубации около 20 дней. Птенцы гнездового типа, появляются на свет почти одновременно. Выкармливаются самкой и её помощниками (так называемое кооперативное гнездование), в то время как самец может приносить корм своей партнёрше. В возрасте около трёх недель, ещё не научившись летать, птенцы покидают гнездо и прячутся в подлеске либо на нижних ветках дерева, запрыгивая на них с земли. Они ещё длительное время продолжают выпрашивать корм, при этом самка обычно теряет к ним интерес через месяц или около того. Иногда встречаются восьми- — девятимесячные попрошайки, но на них уже никто не реагирует. Сеголетки достигают размеров взрослых особей в возрасте одного года.

## Враги и неблагоприятные факторы
Основные природные враги птицы — вараны и лающая иглоногая сова (Ninox connivens). Австралийская ворона может полакомиться оставленными без присмотра яйцами и птенцами. Часть птиц погибает от воздействия электрического тока на линиях электропередач, при столкновениях с автомобилями на дорогах, или после употребления в пищу отравленных ядом домовых воробьёв и мелких грызунов.

## Птица и человек
Ворона-свистун легко приучается. Могут имитировать звуки и голоса. Известность получили в последнее время из-за их нападений на человека (swooping) вблизи своих гнёзд во время выведения птенцов с августа по ноябрь. В определённых местах детям и велосипедистам советуют надевать шлемы для защиты от нападений. Обычно птицы нападают сзади без предупреждения. Атаку может предотвратить постоянный зрительный контакт с птицей. Поэтому некоторые люди рисуют на шлеме сзади глаза или же носят солнечные очки сзади.